# أنجو بوبي جورج
أنجو بوبي جورج (من مواليد 19 أبريل 1977) هي لاعبة ألعاب القوى متخصصة في حدثي القفز الثلاثي والقفز الطويل من الهند.
شاركت في دورة الألعاب الآسيوية 2006 في الدوحة بقطر.

## روابط خارجية
- أنجو بوبي جورج على موقع الاتحاد الدولي لألعاب القوى (الإنجليزية)
- أنجو بوبي جورج على موقع أوليمبيديا (الإنجليزية)
- أنجو بوبي جورج على موقع اتحاد ألعاب الكومنولث (مؤرشف) (الإنجليزية)